# Nothing (Unternehmen)
Nothing (eigentlich Nothing Technologies Limited.) ist ein in London ansässiges Unternehmen, das von Carl Pei im Jahr 2020 gegründet wurde. Bei Nothing engagieren sich eine Reihe bekannter Investoren, wie etwa der Erfinder des iPod, der Mitbegründer des Streamingdienstes Twitch oder der CEO von OnePlus. Gründungspartner von Nothing ist Teenage Engineering, hauptverantwortlich für Produktdesign.
Das erste Produkt des Unternehmens sind die 2021 erschienenen kabellosen Kopfhörer Nothing Ear, mit dem Nothing Phone (1) stellte Nothing 2022 sein erstes Smartphone vor. 2023 wurde CMF by Nothing gegründet und Kopfhörer und Smartwatches veröffentlicht. Ein Jahr später veröffentlichte CMF das CMF Phone 1.

## Geschichte
Im Oktober 2020 stieg Carl Pei aus dem Tech-Unternehmen OnePlus aus, das er zusammen mit Pete Lau 2013 gegründet hatte. Nach seinem Ausscheiden bei OnePlus warb Pei für sein Projekt der Gründung eines neuen Unternehmens Investoren an, darunter den Erfinder des iPods Tony Fadell, den Twitch-Mitbegründer Kevin Lin, den CEO von Reddit Steve Huffman, den CEO von Product Hunt Josh Buckley, der Gründer und CEO von PCH Liam Cassey, den Gründer von Web Summit Paddy Cosgrave und den Youtuber Casey Neistat. Carl Pei kündigte die Gründung seines neuen Unternehmens Nothing im Januar 2021 an. Im Februar 2021 kaufte Nothing Essential Products, das Unternehmen von Andy Rubin, nachdem dieses bereits seit 2020 aufgelöst worden war. Im selben Monat gab Nothing einen ersten Gründungspartner bekannt, das Unternehmen Teenage Engineering sollte beim Produktdesign unterstützen. Am 27. Juli 2021 kündigte Nothing dann sein erstes Produkt an, die kabellosen Kopfhörer Nothing Ear (1). Im Oktober 2021 kündigte Nothing eine Partnerschaft mit dem Halbleiterhersteller Qualcomm an. Auf einer Pressekonferenz im März 2022 gab das Unternehmen bekannt, mit dem Nothing Phone (1) erstmals ein Smartphone auf den Markt bringen zu wollen. Am 12. Juli 2022 wurde das Nothing Phone (1) der Öffentlichkeit präsentiert.
Im zweiten Quartal 2023 kündigte Carl Pei die Untermarke „CMF by Nothing“ an, um zwischen Mittelklasse und Premiumprodukten besser differenzieren zu können. Noch in demselben Jahr kamen Kopfhörer und eine Smartwatch von CMF by Nothing auf den Markt.
Im November 2023 hat Nothing „Nothing Chats“, eine Textnachrichten-App basierend auf der Sunbird-Plattform, angekündigt, die es Benutzern des Nothing Phone (2) ermöglicht, über iMessage zu kommunizieren.
2024 hat Nothing das CMF Phone 1 mit austauschbaren Rückseiten auf dem Markt gebracht, sowie Kopfhörer und eine Smartwatch. 

## Produkte

### Nothing

#### Nothing Ear

##### Nothing Ear (1)

Wortmarke ‚Nothing Ear (1)‘

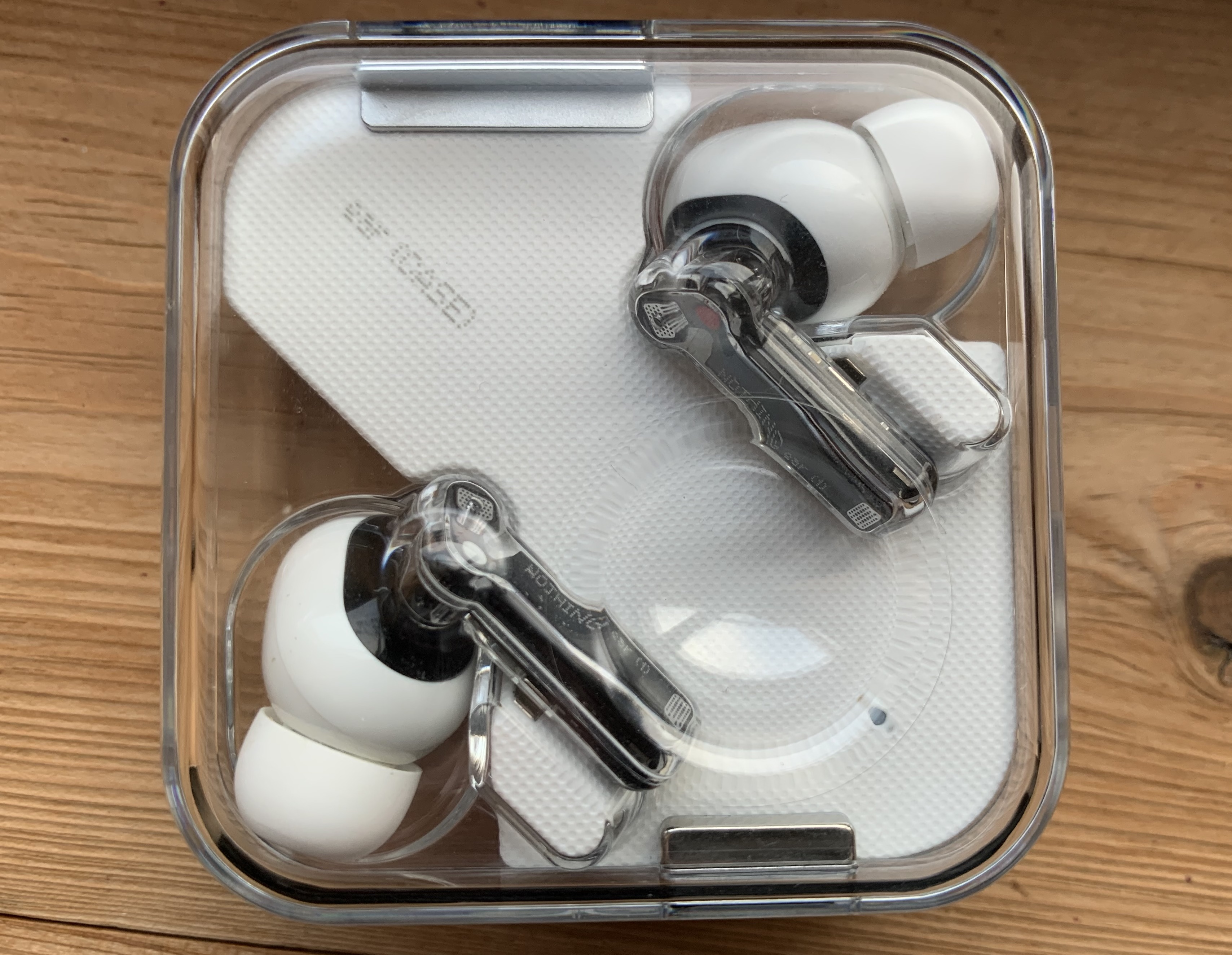
Nothing Ear (1) Kopfhörer in Aufladeschachtel

Die Nothing Ear (1) sind das erste Produkt des Tech-Unternehmens. Die kabellosen Kopfhörer wurden im Juli 2021 angekündigt und sind seit August 2021 im Handel erhältlich. Die Kopfhörer werden per Bluetooth gekoppelt und verfügen über ANC. Ohne ANC beträgt die Akkulaufzeit fünf Stunden, durch das Case werden 34 Stunden ohne oder 24 Stunden mit ANC ermöglicht. Geladen werden die Kopfhörer über USB-C oder Wireless Charging. Die Kopfhörer sind in Schwarz und Weiß erhältlich, eine Besonderheit beim Design ist, dass sowohl die Kopfhörer selbst als auch das Case transparent gestaltet sind.

##### Nothing Ear (Stick)

Wortmarke ‚Nothing Ear (Stick)‘

Die Nothing Ear (Stick) sind kabellose Kopfhörer und wurden im Oktober 2022 vorgestellt. Die Kopfhörer sind im Half-in-Ear-Design gestaltet; sie verfügen nicht über ANC, auch Wireless Charging fehlt. Die Lautsprecher der Kopfhörer sind dynamisch und verfügen über einen 12,6-mm-Treiber, der Frequenzbereich reicht von 20 bis 20.000 Hertz. Pro Kopfhörer sind drei Mikrofone verbaut, die Audio-Codecs SBC und AAC werden unterstützt. Die Akkulaufzeit beträgt bei Musikwiedergabe sieben Stunden, das Ladeetui ermöglicht 29 Stunden. Die Kopfhörer sind IP54-zertifiziert, das Gewicht beträgt im Case 46,3 Gramm, wobei ein Ohrhörer 4,4 Gramm wiegt, das Case verfügt über USB Typ-C.

##### Nothing Ear (2)
Nothing Ear (2) wurde am 22. März 2023 vorgestellt. Dies ist die zweite Generation der Nothing Ear. Neu ist die Geräuschunterdrückung mit anpassbarer ANC. Der Akku hält länger und es gibt keine Touchsteuerung, sondern eine Drucksteuerung. Außerdem ist das Ladecase kleiner geworden.

##### Nothing Ear (open)
Die Nothing Ear (open) sind kabellose Ohrhörer, welche ein offenes Ohrhörer-Design besitzen, das es dem Nutzer ermöglicht, Umgebungsgeräusche wahrzunehmen und gleichzeitig Musik oder Anrufe zu genießen. Sie kommen ohne Silikonaufsätze aus.

#### Nothing Phone

##### Nothing Phone (1)

Wortmarke ‚Nothing Phone (1)‘

Vektor-graphische Darstellung der Front eines Nothing Phone (1)

Das im März 2022 angekündigte ‚Nothing Phone (1)‘ wurde am 12. Juli 2022 in London vorgestellt. Das Smartphone verfügt über ein 120-Hertz OLED-Display, gefertigt aus Corning Gorilla Glass 5. Die Rückseite des Nothing Phone (1) ist transparent und enthält über 900 Mikro-LEDs, das Smartphone ist in den Farben Schwarz und Weiß erhältlich. Das Nothing Phone (1) besitzt eine Dualkamera, bestehend aus einem Weit- und Ultraweitwinkelsensor mit je 50 Megapixel und einer Frontkamera mit 16 Megapixel. Als Prozessor wird der Qualcomm Snapdragon 778G+ verbaut, dazu kommen 8 bzw. 12 GB Arbeitsspeicher und 128 bzw. 256 GB interner Speicher. Der Akku hat eine Kapazität von 4500 mAh, das Smartphone ist 6,55 Zoll (16,64 cm) groß und 193,5 Gramm schwer. Das Nothing Phone (1) verfügt über Dual-SIM, NFC, ist IP53-zertifiziert und unterstützt den neuen Mobilfunkstandard 5G. Bei Marktstart war das aktuelle Betriebssystem Android 12 mit der Oberfläche Nothing OS. Eine Besonderheit ist, dass das Nothing Phone (1) nur mit einer Einladung exklusiv für die Community für den 12. Juli 2022 vorbestellbar, aber erst ab September 2022 im Handel erhältlich war.

##### Nothing Phone (2)

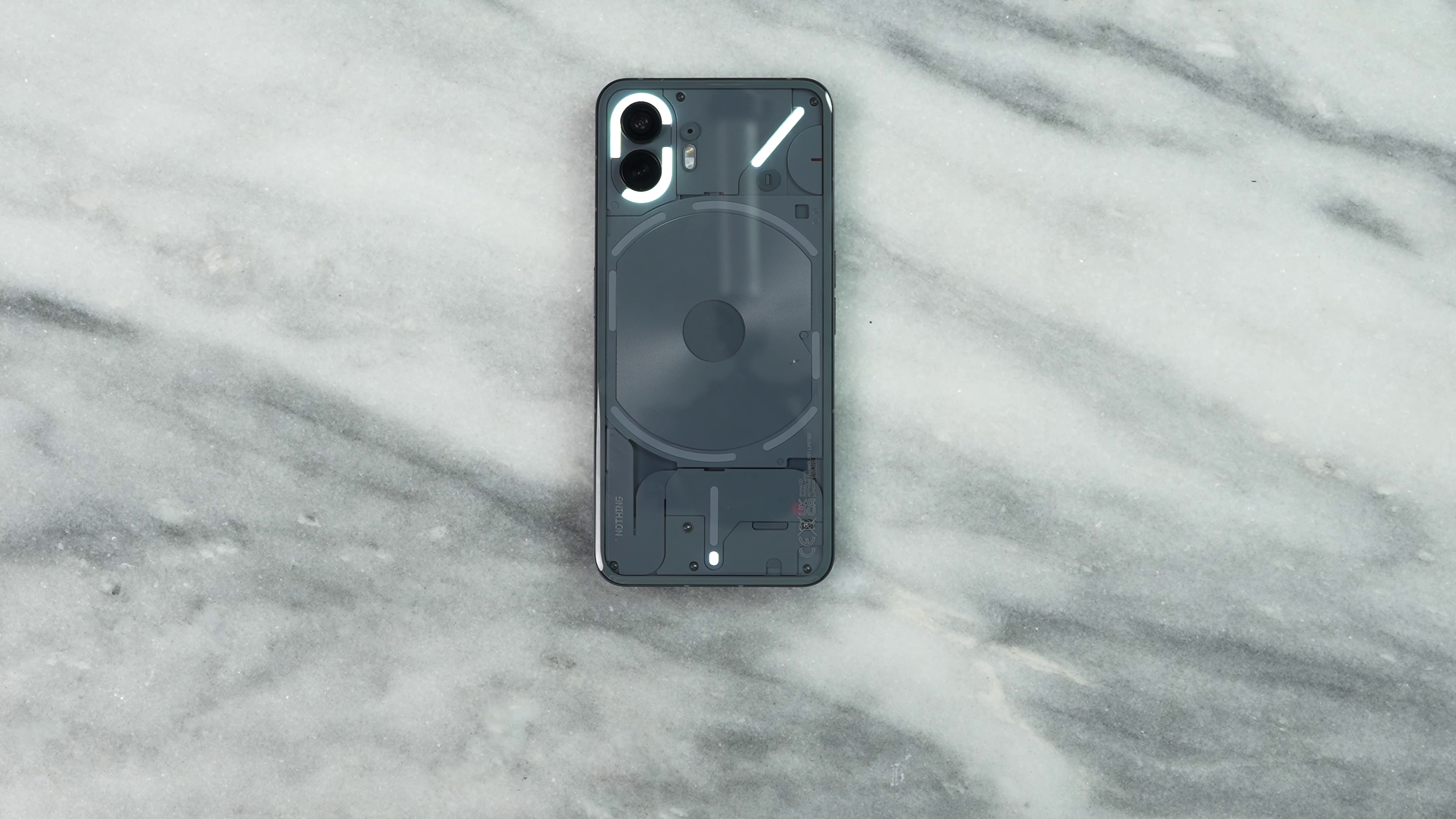
Das neue Nothing Phone 2 – Bild von Nothing

Das Nothing Phone (2) wurde am 15. Juli 2023 in Deutschland veröffentlicht.
Das Smartphone ist ausgestattet mit einem Snapdragon 8+ Gen 1 Prozessor und einem LTPO-OLED-Display, welches zwischen 1- und 120-Hertz variieren kann. Geschützt ist das Display mit einem Corning Gorilla Glass 5 Frontglas. Wie der Vorgänger besitzt das Nothing Phone (2) eine Dualkamera mit je 50 Megapixel. Die Frontkamera hat 32 Megapixel, also 16 mehr als das Nothing Phone (1). Der Käufer kann zwischen 8 oder 12 GB Arbeitsspeicher und 256 oder 512 GB internem Speicher wählen. Verbaut wird das Smartphone mit einem 4700 mAh großen Akku und kann mit 45 W geladen werden. Das Handy unterstützt sowohl kabelloses als auch Bidirektionales Laden. Des Weiteren verfügt das Nothing Phone (2), wie auch schon der Vorgänger, über die typischen LEDs an der Rückseite (auch „Glyph Interface“ genannt), NFC, Dual-SIM und einem visuellen Fingerabdrucksensor. Es ist erhältlich in grauer und weißer Farbe.

##### Nothing Phone (2a)
Das Nothing Phone (2a) wurde am 5. März 2024 planmäßig veröffentlicht. Das Smartphone enthält ein stark verändertes Design im Vergleich zum Nothing Phone (2) und dient als günstigere Alternative.

### CMF by Nothing
CMF by Nothing ist eine kostengünstigere Marke von Nothing Technologies Limited und wurde im August 2023 bekanntgegeben. Unter dieser Marke wurde unter anderem das CMF Phone 1, Watch Pro, Buds Pro sowie das CMF Phone 2 pro, CMF Buds 2, 2a, 2 plus und Smartphone-Accessoires herausgebracht.

## Nothing OS

Logo Nothing OS

Nothing OS ist eine Benutzerschnittstelle, die auf dem mobilen Betriebssystem Android basiert. Charakteristisch für Nothing OS ist ein vergleichsweise schlichtes Design der Benutzeroberfläche mit eigenen Anpassungen, zum Beispiel bei Fonts und Widgets. Eine Besonderheit ist auch, dass keine Bloatware vorhanden ist und statt hauseigenen größtenteils Google-Apps verwendet werden, ähnlich wie bei Android One. Der Hersteller garantiert drei Jahre Software- und vier Jahre Sicherheitsunterstützung für das Nothing Phone (1). Nothing verspricht ein offenes Ökosystem, so werden auch Drittanbieter-Produkte, wie etwa die Apple AirPods oder Elektrofahrzeuge von Tesla, unterstützt. Erschienen ist Nothing OS im April 2022. Auch Besitzer anderer kompatibler Android-Smartphones können den Launcher von Nothing OS über die App „Nothing Launcher“ nutzen, welche kostenlos von Google Play geladen werden kann.